# Јован Гавриловић
Јован Гавриловић (Вуковар, 3. новембар 1796 — Београд, 29. јул 1877) био је српски историчар и политичар.

## Биографија
Рођен је 1796. године у Вуковару, у Славонији, у имућној трговачкој породици. Школовао се на више места - у Вуковару, Шопрону, Печују, Карловцима, Сегедину и Столном Београду. Учио је "правне и државне науке", оспособљавао се за послове којима ће се стицајем околности бавити у Србији. Спремао се првобитно за „ваљана трговца, какав му је и отац био”. Међутим, након школовања у пожару је изгорела сва његова и очева имовина, па је као потпуно осиромашен, срећу потражио у Србији.
Био је то затворен, озбиљан, вредан чиновник од поверења, који се непрекидно усавршавао и радио на себи. Када се доселио у Србију (1831) обављао је различите цењене високе државне послове: секретар Великог суда, директор кнежевске канцеларије, министар финансија, члан Државног савета, управитељ трговачке школе, председник Српског ученог друштва, трећи намесник Милана Обреновића после смрти Михаила Обреновића).
Бавио се проучавањем српске историје, прикупљао изворе о Првом српском устанку. Био је близак пријатељ Вука Стефановића Караџића, и залагао се за његове промене књижевног језика. Дао је велики допринос развоју просвете у Србији и модерном организовању српске државе.
Умро је у Београду 27. јула 1877. године. Сахрањен је на београдском Старом гробљу, да би са великим почастима његови посмртни остаци били пренети на Ново гробље 6. децембра 1924.
Гавриловић је био велики добротвор „Учитељског удружења” Краљевине Србије. То удружење му је јула 1893. године на лепом месту на београдском Калемегдану, подигло скроман споменик, попрсје на каменом постољу које је урадио вајар Петар Убавкић. Покојни Гавриловић је оставио цело своје имање вредно 350.000 динара или 175.000 ф. за хуманитарни фонд. Из тог фонда ће учитељи примати пензију, а учитељска сирочад и удовице примати потпору.

## Галерија
- Јован Ристић, Миливоје Блазнавац, Јован Гавриловић, намесници до пунолетства књаза Милана Обреновића.
- Јован Гавриловић, биста на Калемегдану